# Abbir Maius
Koordinaten: 36° 23′ 0″ N, 10° 1′ 6″ O
Abbir Maius ist der Name einer antiken Stadt in der römischen Provinz Africa proconsularis, die beim heutigen Henchir el-Kandaq im Gouvernement Zaghouan im nördlichen Tunesien lag. Die Stadt war wohl zunächst eine von Karthago abhängige Civitas. Unter Caracalla wurde sie Municipium.
Sie besaß ein Aquädukt, das vom Procurator Q. Geminus Faustus fertiggestellt wurde. Eine weitere Inschrift aus den Jahren 368–370 bezeugt die offenbar aufwändige Reparatur einer Thermenanlage.
Die Stadt war in der Spätantike Bischofssitz, welcher der Kirchenprovinz Karthago zugeordnet war. Auf den Bischofssitz geht das Titularbistum Abbir Maius zurück.